# Juan Comneno el Gordo
Juan Comneno, apodado «el Gordo» (en griego: Ἰωάννης Κομνηνός ὁ παχύς), fue un noble bizantino que el 31 de julio de 1201 trató de usurpar el trono imperial de Alejo III Ángelo (1195-1203), en un breve golpe de Estado organizado por el futuro emperador Alejo Ducas Murzuflo. Fue capturado y ejecutado cuando el golpe de Estado fue suprimido.

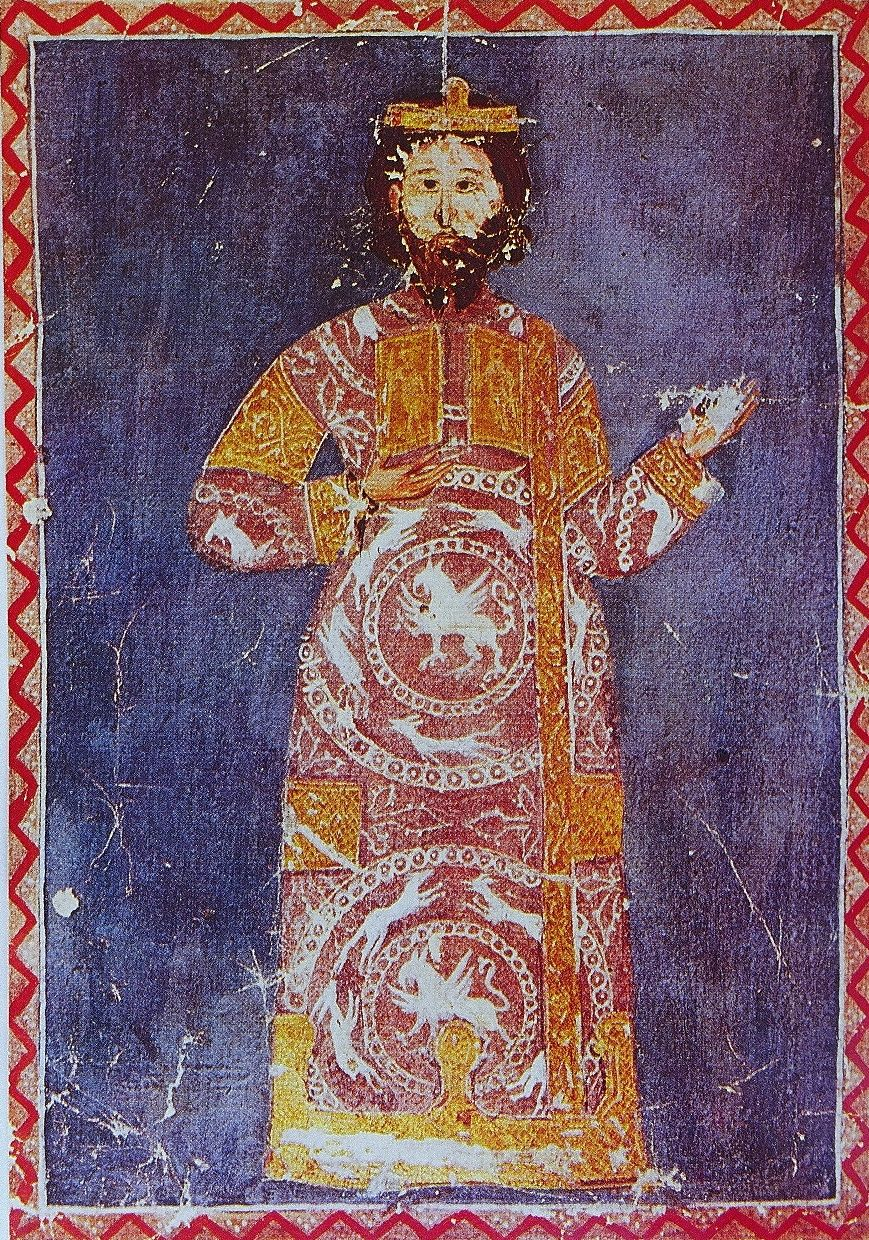
Miniatura de Alejo Ducas, el probable autor intelectual del golpe de Juan el Gordo.